# Filippa Reinfeldt
Filippa Desiree Amanda Cay Reinfeldt (leánykori családneve: Holmberg) (Stockholm, 1967. június 14. –) svéd politikus (Mérsékelt Gyűjtőpárt), főállású önkormányzati képviselő Täby községben 2002 óta. Täby község önkormányzatának elnöke (gyakorlatilag a polgármesteri funkciónak megfelelő megbízatás) 2005 és 2006 között. Képviselő Stockholm megye önkormányzatában 1994 óta, és a megye egészségügyi tanácsosa 2006-tól.
Képviselő Stockholm város önkormányzatában 1991 és 1993 között.

## Magánélete
Férje Fredrik Reinfeldt, Svédország korábbi miniszterelnöke, a Mérsékelt Gyűjtőpárt korábbi elnöke volt. A pár húsz év házasság után, 2012-ben vált el. Három gyermekük van. 